# 第二代倫斯特公爵威廉·斐茲傑拉德
威廉·斐茲傑拉德（英語：William FitzGerald，1749年3月12日—1804年10月20日），第二代倫斯特公爵，1788年至1789年擔任愛爾蘭主事官。

## 家庭
1775年，威廉·斐茲傑拉德與艾米莉亞·奧莉薇亞·聖喬治（Emilia Olivia St George）結婚，兩人共有2子6女：
1. 瑪麗（1777年—1842年）
2. 愛蜜莉（1778年—1856年）
3. 伊莉莎白（1780年—1857年）
4. 伊莎貝拉（英语：Isabella Charlotte de Rohan-Chabot）（1784年—1868年）
5. 塞西莉亞（1786年—1863年）
6. 奧莉薇亞（1787年—1858年）
7. 奧古斯都（英语：Augustus FitzGerald, 3rd Duke of Leinster）（1791年—1874年）
8. 威廉（1793年—1864年）